# Cycles of Porn – Sex/Life in L.A. Part 2
CYCLES OF PORN – Sex/Life in L.A. Part 2 ist ein deutscher Dokumentarfilm von Jochen Hick aus dem Jahr 2005.

## Inhalt
In CYCLES OF PORN – Sex/Life in L.A. Part 2 kehrt Jochen Hick nach sieben Jahren zu seinen ehemaligen Protagonisten, einigen schwulen Pornodarstellern, aus seinem Film Sex Life in L.A. (1998) zurück. Einige von ihnen haben das Business bereits verlassen, andere arbeiten nach wie vor in der Sexindustrie, wobei die Grenzen zwischen privatem und öffentlichem Sex fließend sind. Hicks Film beleuchtet die Fortentwicklung des Pornomarktes, sowie die Kommerzialisierung des schwulen Lebens und wirft die Frage auf, was jenseits des hedonistischen Sexerlebens für den Einzelnen übrig bleibt.

## Produktion und Veröffentlichung
CYCLES OF PORN – Sex/Life in L.A. Part 2 entstand über den Zeitraum von insgesamt sieben Jahren während einiger längerer Aufenthalte in den USA in Los Angeles, Palm Springs und Nordkalifornien, sowie in Baton Rouge, New Orleans und in Berlin.
Der Film feiert seine Weltpremiere im Februar 2005 bei den Internationalen Filmfestspielen Berlin, Sektion Panorama. Der Film lief auf verschiedenen internationalen Filmfestivals, u. a. Internationales Dokumentarfilmfestival München, Internationales Filmfestival Thessaloniki. Bei den GayVN Awards 2006 gewann der Film den Preis für den besten alternativen Release.

## Rezeption
Cycles of Porn – Sex/Life in L.A. Part 2 ist eine aufschlussreiche und teilweise erschütternde Betrachtung der schwulen Pornobranche in Los Angeles.
Die zentrale Struktur von Cycles of Porn kombiniert die Perspektive junger Darsteller, die in einer kameraüberwachten WG leben und nach Ruhm und Erfolg im Pornogeschäft streben, mit Rückblicken auf das Leben von älteren Sexarbeitern, die der Branche den Rücken gekehrt haben. Diese Kontraste werfen einen scharfsinnigen Blick auf die Veränderungen in der Pornoindustrie und die prekäre, ausbeuterische Natur vieler Karrieren in diesem Sektor.
Eine der hervorstechendsten Themen im Film ist die gnadenlose Realität der Arbeit in der Pornoindustrie. Die jungen Darsteller sind motiviert durch das Versprechen von Abenteuer und Ruhm, weniger durch Sex und der finanziellen Entlohnung. Das wird klar, wenn sie ihre geringen Gagen – etwa 150 Dollar pro Film – für Drogenkonsum ausgeben.
Der Leistungsdruck lastet auf den Protagonisten. Das zeigt sich besonders bei einer Szene, in der ein Darsteller bei einem Außendreh der Produktionsfirma HotDesertKnights verzweifelt darum kämpft, die „perfekte“ Ejakulation zu erzielen, da die ursprüngliche Aufnahme aus technischen Gründen nicht verwendbar war.
Hick geht jedoch noch weiter und stellt eine klare Verbindung zwischen der Pornobranche und anderen Industrien der globalisierten Welt her. Wie in der Kritik von Paul Schulz in der Siegessäule angemerkt, wird Erregung zunehmend als ein Produkt behandelt, das, ähnlich wie in anderen Industrien, einer mechanischen Herstellung und einem Konsum unterliegt.
Die Darsteller sind nicht nur „sex workers“, sondern auch Produkte der Industrie, die sich konstant im Austausch gegen ihre „Leistung“ bewegen.
Der Film zeigt die brutalen und teils tragischen Folgen dieser Arbeitswelt: Tod, Drogensucht und ruinierte Karrieren sind keine Seltenheit. Wie Andreas Hahn in der Jungen Welt feststellt, ist die Dokumentation eine erfrischende, aber düstere Weiterführung von Hicks ursprünglichem Blick auf die Schwulen-Subkultur und die mit ihr verbundene Sexindustrie. Die Frage nach dem Wert eines „Pornostars“ wird aufgeworfen, wenn in einer Szene jemand die scheinbare Absurdität des Begriffs „Pornostar“ thematisiert: Mit nur einem einzigen Filmauftritt ist man bereits ein „Star“ in einer Welt, in der Ruhm oft genauso flüchtig wie der Moment des sexuellen Aktes ist.
Insgesamt zeigt Cycles of Porn eine Welt, in der die Grenze zwischen öffentlicher und privater Sphäre zunehmend verschwimmt. Pornografie, Reality-TV und Prostitution gehen Hand in Hand, und die Darsteller arbeiten unter Bedingungen, die oft kaum besser sind als jene in prekären, flexiblen Arbeitsverhältnissen anderer Branchen. Hick bringt dies humorvoll und zugleich kritisch auf den Punkt, was dem Film eine starke gesellschaftskritische Dimension verleiht. Doch auch die schmerzhaften menschlichen Schicksale kommen nicht zu kurz: Einer der Darsteller gesteht, dass er seine Zeit in der WG nur mit dem täglichen Konsum von Wodka überstehen konnte.
Zusammengefasst ist Cycles of Porn eine fesselnde und sehr ehrliche Auseinandersetzung mit den Realitäten der Pornoindustrie, die sowohl die Sehnsüchte als auch die Enttäuschungen ihrer Darsteller zeigt.
Hick gelingt es, eine beeindruckende Balance zwischen humorvollen Momenten und tiefgründiger Gesellschaftskritik zu finden, wobei er das schillernde Bild von „Sex im Hollywood-Stil“ mit der tristen Realität der „Sexarbeit“ konfrontiert. Die Dokumentation ist sowohl eine kritische Reflexion über die Pornobranche als auch eine bittere Erinnerung an die Folgen der Exponierung menschlicher Intimität und Leistungsfähigkeit.